# Franz Aigner
Franz Aigner   (24 de gener de 1892 - 21 de gener de 1970) fou un aixecador austríac que va competir durant la dècada de 1920.
El 1924 va prendre part en els Jocs Olímpics de París, on disputà la prova del pes pesant, per a aixecadors amb un pes superior a 82,5 kg, del programa d'halterofília. En ella guanyà la medalla de plata, per darrere l'italià Giuseppe Tonani.
En el seu palmarès també destaca el Campionat del Món d'halterofília de 1923 del pes pesant.